# 연방준비법

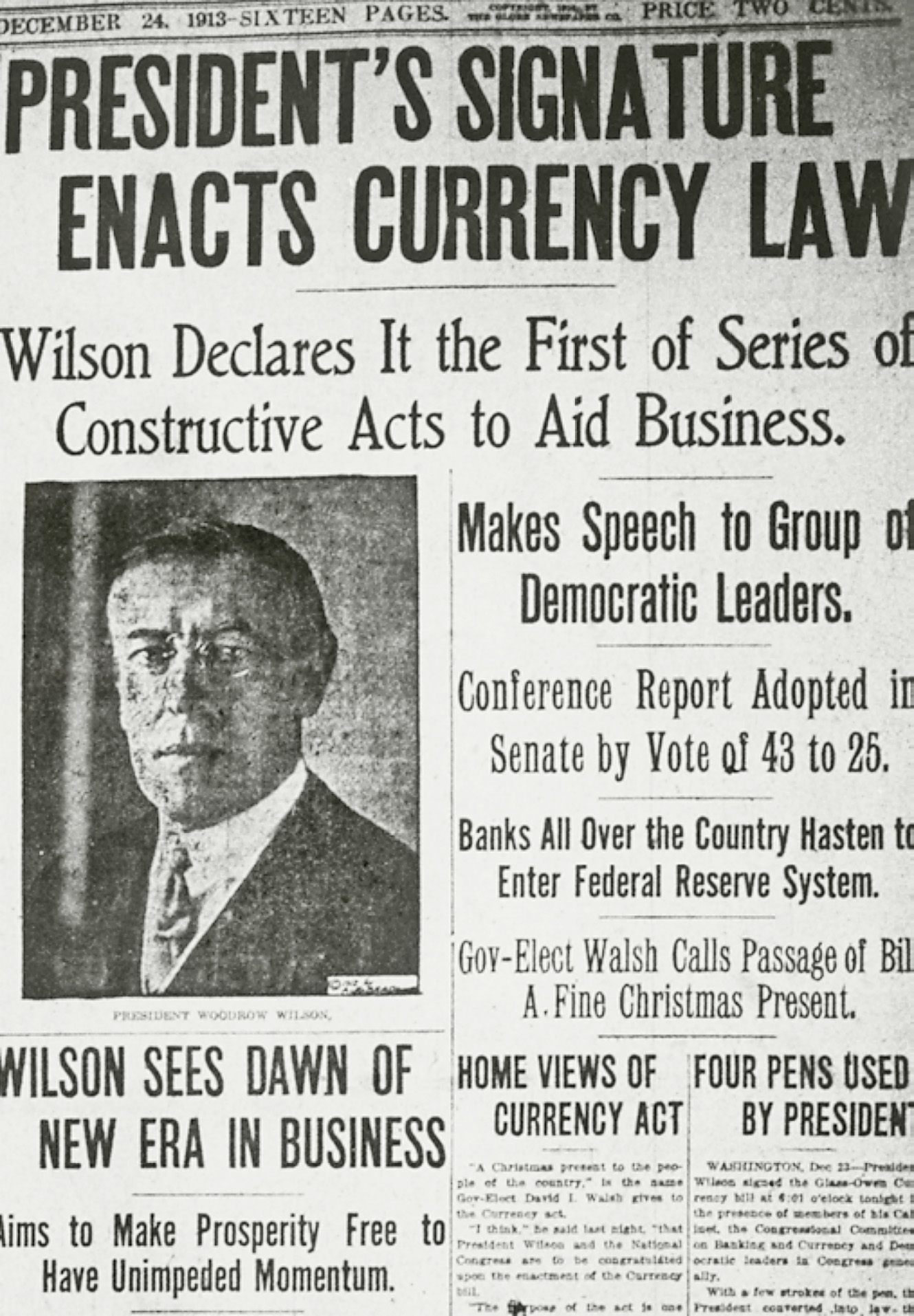
연방준비제도

연방준비법(영어: Federal Reserve Act)은 제63대 미국 의회에서 통과되어 1913년 12월 23일 우드로 윌슨 대통령이 서명하여 법으로 제정되었다. 이 법은 미국의 중앙은행 시스템인 연방준비제도를 만들었다.
1912년 미국 선거에서 민주당이 의회와 대통령직을 장악한 후, 윌슨 대통령, 카터 글래스 하원의원, 로버트 레이섬 오언 상원의원은 중앙은행 설립 법안을 제출했다. 이 제안은 초기 올드리치 플랜의 지지자들처럼 중앙은행의 민간 통제를 선호하는 사람들과 윌리엄 제닝스 브라이언과 같은 진보주의자들을 포함하여 정부 통제를 선호하는 사람들 간의 논쟁으로 형성되었다. 윌슨은 이 법안을 신자유주의 국내 정책의 일환으로 우선시했으며, 이 법안은 대부분 제출된 대로 의회를 통과했다.
연방준비법은 12개의 지역 연방준비은행으로 구성된 연방준비제도를 만들었는데, 이 은행들은 공동으로 통화량 관리, 은행에 대한 대출 및 감독 제공, 그리고 최종 대부자 역할을 담당한다. 또한 대통령이 임명하는 구성원들로 이루어진 연방준비제도 이사회를 설립했다. 1933년 은행법은 연방준비법을 개정하여 연방준비제도의 공개시장운영을 감독하는 연방공개시장위원회를 만들었다. 이후의 개정안은 연방준비제도가 최대 고용, 물가 안정, 적절한 장기 금리를 목표로 하도록 요구했다.

## 개요
연방준비법은 민간 및 공공 기관으로 이루어진 시스템을 만들었다. 최소 8개에서 최대 12개의 민간 지역 연방준비은행이 있어야 했다. 12개가 설립되었고, 각 은행은 다양한 지점, 이사회, 그리고 관할 구역 경계를 가졌다. 7명으로 구성된 연방준비위원회는 연방준비제도의 관리 기관으로 설립되었다. 각 위원은 미국 대통령이 임명하고 미국 상원의 승인을 받는다. 1935년에 위원회는 이름이 변경되고 재편성되었다. 또한 연방준비제도의 일부로 12명의 연방 자문 위원회와 새로운 단일 미국 통화인 연방준비은행권이 만들어졌다. 연방준비법은 국가 통화와 금융 시스템에 대한 스트레스에 효과적으로 대응하고 안정적인 금융 시스템을 만들 수 있는 통화 시스템을 만들었다. 이 시스템의 목표는 금융 위기 시에도 항상 통화 및 신용 공급이 이루어지도록 보장하는 것이었다. 국가 통화 시스템과 금융 안정성을 만드는 것을 목표로, 연방준비법은 또한 연방준비제도 회원 은행들을 위한 수표 청산 및 수금과 같은 경제를 위한 많은 다른 기능과 금융 서비스를 제공했다.
연방준비법의 통과로 의회는 모든 국립은행들이 연방준비제도의 회원이 되도록 요구했다. 이 은행들은 해당 지역 연방준비은행의 특정 비양도성 주식을 구매하고, 해당 준비은행에 이자가 없는 일정량의 예비금을 예치해야 했다. 1980년 이후 모든 예금 기관은 연방준비제도에 예비금을 예치해야 했다. 이러한 기관들은 특정 연방준비제도 서비스를 받을 자격이 있다. 주 정부 인가 은행들은 연방준비제도의 회원이 될 수 있는 선택권을 부여받았고, 그러한 선택권을 행사하는 경우 부분적으로 연방준비제도의 감독을 받게 되었다. 회원 은행들은 해당 준비은행의 할인 창구에서 할인 대출을 이용할 수 있게 되었고, 연방준비제도 주식에 대한 연 6%의 배당금을 받을 수 있었으며, 기타 서비스를 이용할 수 있게 되었다.

## 배경
중앙은행 제도는 미국의 역사에서 다양한 제도적 형태로 나타났다. 이러한 제도들은 주로 알렉산더 해밀턴이 주창한 미국 제1은행과 미국 제2은행에서 시작되었다.

### 미국 제1은행
미국 독립 전쟁 이후 미국의 금융 시스템은 심하게 분열되었다. 정부는 막대한 전시 부채에 시달렸고, 신생 공화국은 국가에 탄력적인 재정 기반을 제공할 강력한 금융 기관이 필요했다. 알렉산더 해밀턴과 토머스 제퍼슨은 미국이 유럽식 국립 금융 기관의 혜택을 받을 수 있는지 여부에 대해 상반된 견해를 가지고 있었다. 해밀턴은 국가의 금융 문제를 해결하기 위해 강력한 중앙 집중식 정치 및 경제 기관을 건설하는 것을 선호했다. 그는 중앙은행이 미국 통화 시스템에 질서를 부여하고, 정부 수입과 지출을 관리하며, 공공 및 민간 부문에 신용을 제공할 수 있다고 주장했다. 반면에 제퍼슨은 중앙은행이 민주주의를 훼손할 것이라고 주장하며 중앙은행에 대해 깊이 의심했다. 제퍼슨과 남부 의원들은 또한 강력한 중앙 금융 기관이 혁명 후 시대에 지역 은행에서 신용을 제공받던 남부 기반 농업 이익을 희생시키면서 북부의 상업 이익을 위한 역할을 할 것이라고 믿었다.
미국 제1은행은 1791년에 20년 기한으로 설립되었다. 미국 정부는 은행의 최대 주주였다. 주주 지위에도 불구하고 정부는 은행 경영에 참여할 수 없었다. 은행은 예금을 받고 은행권을 발행하며 정부에 단기 대출을 제공했다. 또한 정부 부채의 청산소 역할을 했다. 은행은 주 정부 인가 은행들의 은행권 과잉 생산을 막기 위해 규제할 수도 있었다. 일부에서는 은행이 정부 재정을 안정시키고 더 넓은 경제에 영향을 미치는 데 기여했다고 평가했지만, 여전히 논란의 대상이 되었다. 많은 제퍼슨주의자들은 은행이 위헌이며 중앙 집중식 기관에 너무 많은 금융 권력을 집중시킨다고 주장했다. 1811년, 미국 제1은행은 하원과 상원 모두에서 단 한 표 차이로 갱신되지 못했다.

### 미국 제2은행
미영 전쟁 이후, 경제 불안정으로 인해 두 번째 국립 은행의 설립이 필요하게 되었다. 통화량 증가와 감독 부족으로 인해 개별 은행 활동은 높은 인플레이션을 촉발했다. 1816년, 20년 기한의 두 번째 국립 은행이 설립되었다. 3년 후, 1819년 공황 기간 동안 미국 제2은행은 토지 투기 거품 속에서 신용을 과도하게 확장한 것에 대해 비난을 받았고, 공황 이후 신용 정책을 강화할 것이다. 제2은행은 서부와 남부의 주정부 인가 은행들 사이에서 인기가 없었으며, 국립 은행의 합헌성 여부가 의문시되었다. 앤드루 잭슨 대통령이 취임했고, 재임 기간 동안 현재의 중앙은행을 폐지하고자 했다. 은행이 소수의 경제 및 정치 엘리트에게 유리하고 대다수 대중에게 불리하다는 전제 하에, 제2은행은 1836년 인가가 만료된 후 민영화되었고, 1841년에 청산될 것이다.
거의 80년 동안, 미국 제2은행의 특허가 만료된 후 미국은 중앙은행 없이 지냈다. 여러 금융 공황, 특히 1907년의 심각한 공황 이후, 일부 미국인들은 금융 공황의 위협을 받을 때 즉시 유동 자산을 제공하고, 또한 미국 경제 내에서 통화와 신용이 계절적으로 확장 및 축소될 수 있도록 하는 일종의 은행 및 통화 개혁이 필요하다고 설득되었다.
이 중 일부는 1908년 올드리치 브릴랜드 법에 의해 설립된 국가통화위원회(1909~1912)의 보고서에 기록되었다. 1912년 1월 9일 의회에 제출된 위원회 보고서에는 미국 은행 및 통화 법률 개정을 위한 권고 사항과 59개 조항의 법안 초안이 포함되어 있었다. 제안된 법안은 위원회 위원장인 로드아일랜드 출신의 공화당 상원의원 넬슨 W. 올드리치의 이름을 따서 올드리치 플랜으로 알려졌다.
이 계획은 15개의 지역 지구 지점과 주로 은행업계 출신인 46명의 지리적으로 분산된 이사들을 포함하는 국립준비협회 설립을 요구했다. 준비협회는 회원 은행에 긴급 대출을 제공하고, 돈을 인쇄하며, 미국 정부의 재정 대리인 역할을 할 것이다. 주 및 국립 인가 은행은 해당 지역 협회 지점의 특정 주식에 가입할 수 있는 선택권을 가질 것이다. 일반적으로 이 계획의 개요는 1910년 11월 제킬 섬에서 올드리치와 다른 잘 알려진 금융가들이 참석한 비밀 회의에서 수립된 것으로 여겨진다.
올드리치 플랜은 정부에 너무 적은 권한을 부여했기 때문에, 특히 뉴욕시의 머니 트러스트와 같은 은행가들의 도구가 될 것이라는 우려 때문에 농촌 및 서부 주에서 강력한 반대가 있었다. 실제로 1912년 5월부터 1913년 1월까지 하원 은행 및 통화 위원회의 소위원회인 푸조 위원회는 이른바 머니 트러스트와 그 상호 이사직에 대한 조사 청문회를 개최했다. 이 청문회는 루이지애나 출신의 민주당 대표 아르센 푸조가 의장을 맡았다.
1912년 선거에서 민주당은 백악관과 의회 양원을 장악했다. 당의 강령은 올드리치 플랜에 대한 강력한 반대를 표명했다. 또한 금융 공황, 실업, 사업 불황으로부터 구제하고 "머니 트러스트로 알려진 것에 의한 지배"로부터 대중을 보호할 수 있는 방식으로 은행법을 체계적으로 개정할 것을 요구했다. 그러나 최종 계획은 몇 가지 개정 사항만 제외하고 올드리치 플랜과 매우 유사했다. 상원의원 카터 글래스가 이러한 개정 사항을 만들었지만, 올드리치 플랜의 주요 전제는 그대로 유지되었다. 하원 은행 및 통화 위원회의 H.R. 7837에 동반된 하원 보고서 제69호, 제63대 의회에서 미국의 은행 및 통화 시스템 변경 사항이 1913년 9월 9일 카터 글래스에 의해 하원 전체에 제출되었다. 당시 은행 시스템의 결함과 올드리치 플랜의 결함, 그리고 1912년 민주당 강령에서 인용한 내용이 이 보고서 3-11페이지에 제시되어 있다.

## 입법 연혁
H.R. 7837이 도입되기 전에도 미국에서는 통화 및 은행 개혁 시도가 있었다. 이러한 유형의 입법의 첫 번째 주요 형태는 1791년 미국 제1은행을 통해 이루어졌다. 알렉산더 해밀턴이 주창한 이 은행은 연방 재정 및 통화 권한의 3단계 확장(연방 조폐국 및 소비세 포함)을 포함하는 중앙은행을 설립했다. 이 은행의 인가를 연장하려는 시도가 있었지만, 1811년 인가 만료 전에 실패했다. 이는 미국 제2은행의 설립으로 이어졌다. 1816년, 미 의회는 미영 전쟁 비용을 지불하기 위해 상환 불가능한 통화를 발행하기 위해 이 제2은행에 20년 기한으로 인가를 부여했다. 미국 제2은행에 의한 의회 승인 상환 불가능 통화의 생성은 인플레이션을 통한 과세 가능성을 열었다. 의회는 주 정부 인가 은행들이 통화 인플레이션 경쟁에서 경쟁자가 되는 것을 원하지 않았다. 제2은행의 인가는 1836년에 만료되었고, 미국은 거의 80년 동안 중앙은행 없이 지내게 되었다.
1907년 공황 이후, 양당 지도자들 사이에서는 금융 위기 시 조정을 제공할 일종의 중앙은행 시스템을 만들 필요성에 대한 일반적인 합의가 있었다. 대부분의 지도자들은 또한 통화 개혁을 추구했는데, 그들은 대략 38억 달러의 동전과 지폐가 금융 공황 동안 적절한 통화 공급을 제공하지 못한다고 믿었기 때문이다. 보수 공화당 상원의원 넬슨 올드리치의 지도 하에 국가통화위원회는 통화를 발행하고 국가 은행에 대한 감독과 대출을 제공할 중앙은행 시스템을 설립하기 위한 계획을 제시했다. 그러나 많은 진보주의자들은 은행가들이 중앙은행 시스템에 행사할 영향력의 정도 때문에 그 계획을 불신했다. 루이스 브랜다이스의 조언에 크게 의존하여 윌슨은 윌리엄 제닝스 브라이언과 같은 진보주의자들과 올드리치와 같은 보수 공화당원들 사이의 중간 지점을 모색했다. 그는 은행 시스템이 "사적이 아니라 공공적이어야 하며, 은행이 사업의 주인이 아니라 도구가 되도록 정부 자체에 부여되어야 한다"고 선언했다.
민주당 하원의원 카터 글래스와 상원의원 로버트 L. 오언은 사립 은행이 12개의 지역 연방준비은행을 통제하되, 시스템에 대한 통제권은 대통령 임명 위원으로 채워진 중앙 이사회에 부여하는 타협안을 마련했다. 12개 지역 은행 시스템은 월가의 영향력을 줄이는 것을 목표로 설계되었다. 윌슨은 연방준비은행권이 정부의 의무가 될 것이기 때문에 계획이 탄력적인 통화에 대한 그들의 요구를 충족시킨다고 브라이언 지지자들을 설득했다. 이 법안은 1913년 9월 하원을 통과했지만, 상원에서는 더 강력한 반대에 부딪혔다. 윌슨이 은행 총재 프랭크 A. 밴덜립이 제시한, 사립 은행에 중앙은행 시스템에 대한 더 큰 통제권을 부여할 수정안을 부결시키기 위해 충분한 민주당원들을 설득한 후, 상원은 54대 34로 연방준비법을 승인했다. 윌슨은 1913년 12월 이 법안에 서명했다.

## 수정안
연방준비법은 시간이 지남에 따라 주요 방식으로 개정되었는데, 예를 들어 하와이와 알래스카의 연방 가입, 연방 준비 구역의 재편성, 그리고 관할권 지정을 위해 개정되었다.

### 제1차 세계 대전 중 통화 확장
1917년 6월, 의회는 미국이 막 참전한 4월의 제1차 세계 대전 예상 비용을 충당하기 위한 통화 확장을 가능하게 하기 위해 이 법에 대한 주요 수정안을 통과시켰다. 이 수정안은 유통되는 달러 통화를 뒷받침하는 금의 정의를 더 유연하게 허용했다. 이 완화는 사실상 각 달러 지폐에 대한 금 담보를 줄였고, 1917년 6월부터 12월까지만 해도 유통되는 통화량이 4억 6,500만 달러에서 12억 4,700만 달러로 두 배 이상 증가할 수 있도록 했다. 이 개혁은 1년 동안 전쟁에 참여하는 데 예상되는 20억 달러의 비용을 조달하는 데 필요하다고 주장되어 왔다. 이후 물가 인플레이션이 뒤따랐다.

### 인가 연장
연방준비법은 원래 연방준비은행에 20년 기한의 인가를 부여했다: "의회법에 의해 조기에 해산되거나 법률 위반으로 인가권이 상실되지 않는 한 조직으로부터 20년 동안 존속한다." 이 조항은 1927년 2월 25일에 개정되었다: "이 법의 승인 후 의회법에 의해 해산되거나 법률 위반으로 인가권이 상실될 때까지 존속한다." 이 개정안의 성공은 주목할 만하다. 1933년, 미국은 대공황의 격랑에 있었고 연방준비제도와 전반적인 은행 공동체에 대한 대중의 정서는 상당히 악화되었다. 프랭클린 D. 루스벨트 행정부와 뉴딜 법안을 포함한 정치적 분위기를 고려할 때, 연방준비제도가 살아남을 수 있었을지는 불확실하다.

### 연방공개시장위원회
1933년, 1933년 은행법을 통해 연방준비법은 연방공개시장위원회(FOMC)를 창설하도록 개정되었다. FOMC는 연방준비제도 이사회 7명의 위원과 연방준비은행 대표 5명으로 구성된다. FOMC는 최소 연 4회 회의를 개최해야 하며(실제로는 보통 8회 회의), 연방준비은행의 모든 공개시장운영을 지시할 권한을 갖는다.

### 미국 법전 12편 225a조
1977년 11월 16일, 연방준비법은 이사회와 FOMC가 "최대 고용, 물가 안정, 적절한 장기 금리 목표를 효과적으로 증진"하도록 요구하도록 개정되었다. 또한 의장은 통화 정책 수행, 경제 발전, 미래 전망에 대해 보고하기 위해 반기별 청문회에 의회에 출석해야 했다. 연방준비법은 이후 의회의 약 200개 법률에 의해 개정되었다. 이는 계속해서 미국의 주요 은행법 중 하나로 남아 있다.

## 영향
1913년 연방준비법의 통과는 국내외적으로 미국 경제 시스템에 영향을 미쳤다. 이 법 이전에 미국의 중앙은행 구조가 없었기 때문에 움직이지 않는 예비금과 비탄력적인 통화가 특징인 금융 본질이 남아 있었다. 연방준비제도를 창설함으로써 연방준비제도는 인플레이션을 규제할 통제권을 갖게 되었지만, 정부가 그러한 권한을 통제하는 것은 결국 논란이 많은 결정으로 이어졌다. 가장 두드러진 영향으로는 미국 달러의 국제 통화로서의 국제화, 금융 안정 시스템을 구축함으로써 중앙은행 구조를 공공재로 인식하는 것의 영향 (Parthemos 19-28), 그리고 경제 공황에 대한 연방준비제도의 대응 영향이 있다. 연방준비법은 또한 국립은행들이 농지에 대한 모기지 대출을 허용했는데, 이는 이전에는 허용되지 않았던 것이었다.

## 비판
미국 역사 전반에 걸쳐 중앙은행 제도의 비용과 이점에 대한 경제적, 정치적 논쟁은 끊이지 않았다. 미국에서 중앙은행이 출범한 이래, 이러한 경제 시스템에 대한 여러 반대 의견이 존재했다. 반대는 보호주의적 정서에 기반을 두었다. 중앙은행이 소수의 금융가들을 위해 소규모 생산자, 기업, 농민, 소비자들을 희생시키고, 투기와 인플레이션을 통해 경제를 불안정하게 만들 수 있다는 우려였다. 이는 연방준비제도의 의사결정권자를 누가 선출할 것인지에 대한 추가적인 논란을 불러일으켰다. 지지자들은 강력한 은행 시스템이 성장하는 경제에 충분한 신용을 제공하고 경제 불황을 피할 수 있다고 주장했다. 다른 비판적 견해로는 상원이 법안을 개정하여 대통령이 임명하는 12명의 이사회 구성원을 두도록 함으로써 연방 정부에 너무 많은 권한을 부여했다는 믿음이 포함되었다.
연방준비제도가 설립되기 전에는 25년 이상 지속된 미국의 중앙은행 시스템이 없었다. 제기된 질문 중 일부는 다음과 같다. 의회가 헌법적으로 돈을 주조할 권한(헌법 제1조 8항 5절, "의회는 화폐를 주조하고, 그 가치와 외화의 가치를 규제하며, 도량형의 기준을 정할 권한을 가진다")을 위임할 헌법적 권한이 있는지, 연방준비제도의 구조가 충분히 투명한지, 연방준비제도가 강력한 금융 이익을 보호하기 위해 설립된 사립 은행의 공공 담합(사립 은행 담합이라고도 함)인지, 인플레이션, 높은 정부 적자에 대한 우려, 그리고 연방준비제도의 조치가 1930년대 대공황의 심각성을 증가시켰는지 (및 호황-불황 경제 주기의 심각성 또는 빈도, 예를 들어 2000년대 후반의 경기 침체) 등이 있다.

### 참고 문헌
- Clements, Kendrick A. (1992). 《The Presidency of Woodrow Wilson》. University Press of Kansas. ISBN 978-0-7006-0523-1.
- Heckscher, August (1991). 《Woodrow Wilson》. Easton Press.
- 링크, 아서 S. Woodrow Wilson and the Progressive Era, 1910–1917 (1954) online